# Stražanac
Stražanac – wieś w Chorwacji, w żupanii bielowarsko-bilogorskiej, w gminie Končanica. W 2011 roku liczyła 142 mieszkańców.